# Дакович, Марко
Марко Дакович (20 февраля 1880 года — апрель 1941 года) — одна из самых ярких фигур в черногорской политической жизни, народный трибун и адвокат.

## Биография
Родился 20 Февраль 1880 в Грахово в Черногории. Даковичи представляли ответвление Вуячичей. Он посещал начальную школу и среднюю школу в своем родном городе, а школу права в Белграде. Неофициально его называли лидером Младе Црне Горе. Один из основателей клуба черногорских студентов в Университете Белграда. Он был первым президентом Клуба црногорске универзитетске омладине, которые критиковали режим короля Николы. Он выпустил воззвание Ријеч црногорске универзитетске омладине, которое стало поводом к принятию первой Конституции Черногории. Один из подписавших её был Марко Дакович. В 1906 черногорские студенты издают второе воззвание, которое было разочаровывающим для князя и владыки. В результате произошло обвинение студентов, среди которых был Марко. В суде, из всех студентов отметили Петра Ражнотовича, Радое Чобельича и Марко Даковича, которые говорили в течение четырех часов. Совет окружного суда в Цетинье, под председательством судьи Митар Вукчевича и членов судебного вече: Янко Дрльевича и Душана Филиповича, решили вынести оправдательный приговор. В деле о Бомбашской афере (1907 - 1908), Марко был приговорен к смертной казни, но помилован королём Николой. Во время Первой мировой войны, Марко попал в лагерь для военнопленных Карлштайн, где он оставался вплоть до распада Австро-Венгерской империи. На выборах в Великую народную скупщину сербского народа в Черногории 1918-го был избран её депутатом, был членом её Исполнительного совет. После принятия ею 13 (26) ноября 1918 года решения о низложении династии Петровичей-Негошей и объединении Черногории с Сербией в Королевство Сербов, Хорватов и Словенцев (Королевство СХС) 15 (28) ноября 1918 года возглавил сформированный в качестве временного правительства провинции Исполнительный национальный комитет (серб. Извршни народни одбор, Izvrišni narodni odbor), до назначения в апреле 1919 года королевского комиссара Иво Павичевича. В Королевстве СХС не был членом политической партии, а в 1923-м году сформировал группу независимых посланников. Кроме политики, Дакович работал адвокатом в Подгорице. После мартовского переворота, он вошел в правительство генерала Симовича в качестве министра без портфеля. После апрельского слома во время эмиграции самолет, в котором находился Дакович, сбили, и он рухнул над Афинами, а Дакович разбился вместе с самолетом.